# 파울리나 가이탄
파울리나 가이탄 루이스(스페인어: Paulina Gaitán Ruíz, 1992년 2월 19일 ~ )는 멕시코의 배우이다.

## 출연 작품
- 좋은 여자들 (2018)
- 루타 마드레 (2016)
- 크로씽 포인트 (2016)
- 에디 레이놀즈와 아이언 엔젤스 (2015)
- 자매들 (2012)
- 더 지브라 (2011)
- 더 리버 (2011)
- 데이즈 오브 그레이스 (2011)
- 우린 우리다 (2010)
- 신 놈브레 (2009)
- 에스메랄다의 상자 (2008)
- 하늘 (2007)
- 트레이드 (2007)